# Joan Ángel Román
Goku Román, nato Joan Ángel Román Ollé (Reus, 18 maggio 1993), è un calciatore spagnolo, centrocampista del Wieczysta Cracovia.

## Carriera

### Club
Viene aggregato alle giovanili dell'Espanyol all'età di 16 anni, che lascerà tre anni dopo per trasferirsi in Inghilterra, al Manchester City. Rientrato in Spagna dopo l'avventura britannica, il 27 giugno 2012, Román viene ingaggiato dal Barcellona B.
Nella sessione invernale di mercato, il 31 gennaio 2014, passa in prestito al Villarreal, fino al termine della stagione.

### Nazionale
Ha rappresentato la nazionale Under-16 spagnola in 3 amichevoli, tutte nel 2009, segnando anche 2 reti.

## Statistiche

### Presenze e reti nei club
Statistiche aggiornate al 24 ottobre 2020.
| Stagione             | Squadra              | Campionato           | Campionato | Campionato | Coppe nazionali | Coppe nazionali | Coppe nazionali | Coppe continentali | Coppe continentali | Coppe continentali | Altre coppe | Altre coppe | Altre coppe | Totale | Totale | Totale |
| Stagione             | Squadra              | Comp                 | Pres       | Reti       | Comp            | Pres            | Reti            | Comp               | Pres               | Reti               | Comp        | Pres        | Reti        | Pres   | Reti   |        |
| -------------------- | -------------------- | -------------------- | ---------- | ---------- | --------------- | --------------- | --------------- | ------------------ | ------------------ | ------------------ | ----------- | ----------- | ----------- | ------ | ------ | ------ |
| 2012-2013            | Barcellona B         | SD                   | 22         | 2          | -               | -               | -               | -                  | -                  | -                  | -           | -           | -           | 23     | 2      |        |
| 2013-gen. 2014       | Barcellona B         | SD                   | 16         | 2          | -               | -               | -               | -                  | -                  | -                  | -           | -           | -           | 16     | 2      |        |
| gen.-giu. 2014       | Villarreal           | PD                   | 3          | 0          | CR              | -               | -               | -                  | -                  | -                  | -           | -           | -           | 3      | 0      |        |
| 2014-2015            | Barcellona B         | SD                   | 32         | 5          | -               | -               | -               | -                  | -                  | -                  | -           | -           | -           | 32     | 5      |        |
| Totale Barcellona B  | Totale Barcellona B  | Totale Barcellona B  | 70         | 9          |                 | -               | -               |                    | -                  | -                  |             | -           | -           | 70     | 9      |        |
| 2015-gen. 2016       | Braga                | PL                   | 6          | 1          | CP+CdL          | 1+1             | 0               | UEL                | 0                  | 0                  | -           | -           | -           | 8      | 1      |        |
| gen.-giu. 2016       | Nacional             | PL                   | 6          | 0          | CP+CdL          | 0+2             | 0               | -                  | -                  | -                  | -           | -           | -           | 8      | 0      |        |
| 2016-2017            | Śląsk Wrocław        | EK                   | 12         | 1          | CP              | 1               | 0               | -                  | -                  | -                  | -           | -           | -           | 13     | 1      |        |
| 2017-gen .2018       | Braga                | PL                   | -          | -          | CP+CdL          | -               | -               | UEL                | -                  | -                  | -           | -           | -           | 0      | 0      |        |
| gen.-giu. 2018       | AEL Limassol         | A                    | 6+5        | 1+1        | CC              | -               | -               | UEL                | -                  | -                  | -           | -           | -           | 11     | 2      |        |
| 2018-gen. 2019       | AEL Limassol         | A                    | 5          | 0          | CC              | -               | -               | -                  | -                  | -                  | -           | -           | -           | 5      | 0      |        |
| Totale AEL Limassol  | Totale AEL Limassol  | Totale AEL Limassol  | 16         | 2          |                 | -               | -               |                    | -                  | -                  |             | -           | -           | 16     | 2      |        |
| gen.-giu. 2019       | Miedź Legnica        | EK                   | 12         | 5          | CP              | 0               | 0               | -                  | -                  | -                  | -           | -           | -           | 12     | 5      |        |
| 2019-gen. 2020       | Panaitōlikos         | SL                   | 7          | 0          | CG              | 2               | 1               | -                  | -                  | -                  | -           | -           | -           | 9      | 1      |        |
| gen.-giu. 2020       | Miedź Legnica        | 1L                   | 14+1       | 3+0        | CP              | 1               | 0               | -                  | -                  | -                  | -           | -           | -           | 15     | 3      |        |
| 2020-2021            | Miedź Legnica        | 1L                   | 6          | 4          | CP              | 1               | 0               | -                  | -                  | -                  | -           | -           | -           | 7      | 4      |        |
| Totale Miedź Legnica | Totale Miedź Legnica | Totale Miedź Legnica | 33         | 12         |                 | 2               | 0               |                    | -                  | -                  |             | -           | -           | 35     | 12     |        |
| Totale carriera      | Totale carriera      | Totale carriera      | 153        | 25         |                 | 9               | 1               |                    | 0                  | 0                  |             | -           | -           | 162    | 26     |        |

## Palmarès

### Club

#### Competizioni nazionali
- Coppa di Polonia: 1

Wisła Cracovia: 2023-2024